# Rolf Niehus
Rolf Niehus (* 1966 in Wittmund) ist ein ehemaliger deutscher Basketballspieler.

## Leben
Niehus erlernte das Basketballspielen in Cuxhaven, später spielte er in Bremerhaven und beim UBC Münster. 1987 wechselte er aus Münster zum Bundesligisten MTV Gießen, für den er im Spieljahr 1987/88 auflief und auch im europäischen Vereinswettbewerb Korać-Cup vertreten war. Der 1,96 Meter große Flügelspieler trat zudem 1988/89 mit der SG FT/MTV Braunschweig in der Bundesliga an und spielte zwischen 1990 und 1996 für den Oldenburger TB in der 2. Basketball-Bundesliga. Darüber hinaus betreute er ab 1990 Jugendmannschaften in Oldenburg, zu seinen Schützlingen gehörte auch der spätere Bundesligaspieler Jan Niklas Wimberg. Niehus übernahm 2013 in der Basketballabteilung des OTB die Verantwortung für den männlichen Nachwuchsbereich. 2015 wurde der hauptberuflich als Lehrer tätige Niehus Leiter der Basketballabteilung des Oldenburger TB und hatte dieses Amt bis zu seinem Wegzug ins Emsland 2017 inne. Als OTB-Basketballabteilungsleiter gehörte er auch dem Beirat des Bundesligisten EWE Baskets Oldenburg an.